# Comunismul la gura sobei
Comunismul la gura sobei este un film documentar de televiziune, al cărui concept a câștigat concursul de gen organizat de TVR Cultural la începutul lui 2006. Documentarul este produs de casa de producție Paradox Film, în regia lui Marius Theodor Barna. Conceptul și scenariul sunt semnate de Lucian Dan Teodorovici și Marius Theodor Barna. Filmul se preconizează a fi difuzat în 20 de episoade pe TVR Cultural, începând cu toamna anului 2006.